# Principe Umberto (pirofregata)
La Principe Umberto è stata una pirofregata ad elica della Regia Marina.

## Caratteristiche
Impostata nel dicembre 1860 nei cantieri genovesi della Foce per conto della Marina Sarda, su progetto del generale ispettore del Genio Navale Felice Mattei, la nave avrebbe dovuto essere la capoclasse di una classe di quattro pirofregate in legno, con propulsione ad elica, ma di fatto fu l'unica unità della classe ad essere completata secondo i piani originari: durante la costruzione, infatti, si mise in evidenza il fatto che l'evoluzione della pirofregata corazzata aveva ormai reso superate le pirofregate in legno.
Mentre le unità della classe che seguirono (Principe di Carignano, Messina e, solo parzialmente, Conte Verde) vennero modificate in costruzione o riprogettate in modo da essere corazzate, risultando così del tutto differenti dalla capoclasse, per la Principe Umberto, quando si decise di dotare le unità di corazzatura, i lavori erano già giunti ad uno stadio troppo avanzato, pertanto la nave venne completata come pirofregata non protetta, con scafo in legno, ricoperto di piastre in rame rivettate.

La Principe Umberto a Genova nel 1869.

 Anche l'armamento era differente da quello delle navi gemelle, con ben 54 cannoni da 80 libbre, mentre le unità che seguirono ebbero un numero minore di pezzi d'artiglieria. Nel 1866 tale armamento risultava lievemente ridimensionato a 50 pezzi, tra cui 40 cannoni da 160 mm (otto dei quali a canna rigata) e dieci obici da 200 mm. In seguito l'armamento della pirofregata venne ulteriormente ridotto a quattro cannoni da 200 mm, sedici da 165 mm e cinque cannoni in bronzo ed a canna rigata da 80 mm, sistemati su affusto da sbarco.
La nave era propulsa da una macchina alternativa a vapore prodotta a Greenwich dalla ditta Penn & Sons, che, alimentata da quattro caldaie tubolari (che disponevano di una scorta di 380 tonnellate di carbone), imprimeva la potenza di 600 hp (442 kW) nominali ad una singola elica, consentendo una velocità di 11 nodi ed un'autonomia di 1200 miglia a dieci nodi.
Le dotazioni della Principe Umberto includevano anche una pirobarca di ridotte dimensioni ed una macchina per produrre ghiaccio.

## Storia operativa

### Le prime crociere oceaniche e la terza guerra d'indipendenza
Impostata nel dicembre 1860 per conto della Marina del Regno di Sardegna e varata nell'agosto 1862 per la Regia Marina italiana, la pirofregata entrò in servizio nel novembre 1863. In tempo di pace la Principe Umberto fu la prima nave scuola della Regia Marina.
Poco dopo l'entrata in servizio, il 10 gennaio 1864, la Principe Umberto, al comando del capitano di fregata Simone Antonio Pacoret De Saint-Bon, partì alla volta delle Americhe per una crociera di istruzione degli Aspiranti, della durata di quasi un anno. Nel corso del viaggio la pirofregata toccò l'America settentrionale e centrale, venendo più volte a trovarsi in situazioni difficili: il 31 agosto 1864, durante la navigazione nell'Oceano Atlantico, la Principe Umberto venne a trovarsi in mezzo ad un campo di iceberg alla deriva, mentre il 23 ottobre dello stesso anno incappò in un fortunale di notevole violenza.
Passata sotto il comando del capitano di vascello Guglielmo Acton, il 29 gennaio 1865 la nave salpò per una nuova crociera durante la quale discese la costa atlantica americana, doppiò capo Horn, attraversò lo stretto di Magellano (fu la prima nave della Regia Marina a transitare per questi celebri tratti di mare) e quindi risalì la costa pacifica dell'America. Durante il viaggio la pirofregata sostò anche a Callao, ove la sua presenza spinse il governo del Perù a rilasciare senza ulteriori problemi una nave mercantile italiana sequestrata in precedenza. Tornata nell'Atlantico, il 7 aprile 1866, facendosi sempre più concrete le prospettive di una guerra tra l'Italia e l'Impero austro-ungarico, la Principe Umberto lasciò Montevideo per tornare in patria, dove arrivò a guerra scoppiata: aveva infatti avuto inizio la terza guerra d'indipendenza.
Come nave di bandiera del capitano di vascello Acton, comandante di una divisione (comprensiva anche della pirofregata ad elica Carlo Alberto e della pirofregata a ruote Governolo) della II Squadra dell'armata d'operazioni, la Principe Umberto, giunta ad Ancona, ne ripartì il 17 luglio 1866 con a bordo 125 fanti di Marina (facenti parte di una compagnia a rinviare le forze da sbarco) per raggiungere il resto della II Squadra, che era già in mare impegnata, con la I e III Squadra, nell'attacco all'isola di Lissa. La pirofregata, insieme alle due unità sezionarie, si aggregò alla II Squadra nella mattina del 19 luglio, ed iniziò immediatamente a prendere parte alle operazioni belliche: nella giornata del 19 luglio le navi della II Squadra (tutte unità in legno, ovvero sette pirofregate ad elica, due pirocorvette a ruote ed una pirocorvetta ad elica), insieme alla flottiglia cannoniere del capitano di fregata Sandri (tre unità, più un avviso, un trasporto ed una nave ospedale), dapprima bombardarono i forti esterni di Porto San Giorgio (durante il bombardamento la Principe Umberto sparò un'ottantina di colpi contro forte San Giorgio), quindi effettuarono un tentativo di sbarco con 2.000 uomini a Porto Carober. Il tentativo di sbarco fallì in quanto il comandante della II Squadra, viceammiraglio Giovan Battista Albini, vedendo le scialuppe con le truppe destinate allo sbarco bersagliate da un forte tiro di fucileria, ordinò di riprendere a bordo tutte le truppe.

All'alba del 20 luglio, ricevuto un ulteriore rinforzo di 500 uomini, la II Squadra si portò nuovamente nelle acque di Porto Carober per ritentare lo sbarco, ma alle 7.50 del mattino, mentre lo sbarco era già in corso, sopraggiunse la squadra navale austroungarica agli ordini del viceammiraglio Wilhelm von Tegetthoff: ebbe così inizio la battaglia di Lissa, conclusasi con una drammatica sconfitta della flotta italiana. L'ammiraglio Albini ordinò di sospendere lo sbarco e di reimbarcare in fretta le truppe, facendo rientrare le scialuppe e facendole prendere a rimorchio dalle cannoniere di Sandri: il reimbarco fu tuttavia frettoloso e non pochi equipaggiamenti vennero abbandonati e caddero quindi in mano nemica. Inoltre, Albini perse tempo a recuperare le scialuppe, compito che, secondo gli ordini, avrebbe dovuto essere di competenza della sola flottiglia Sandri. 

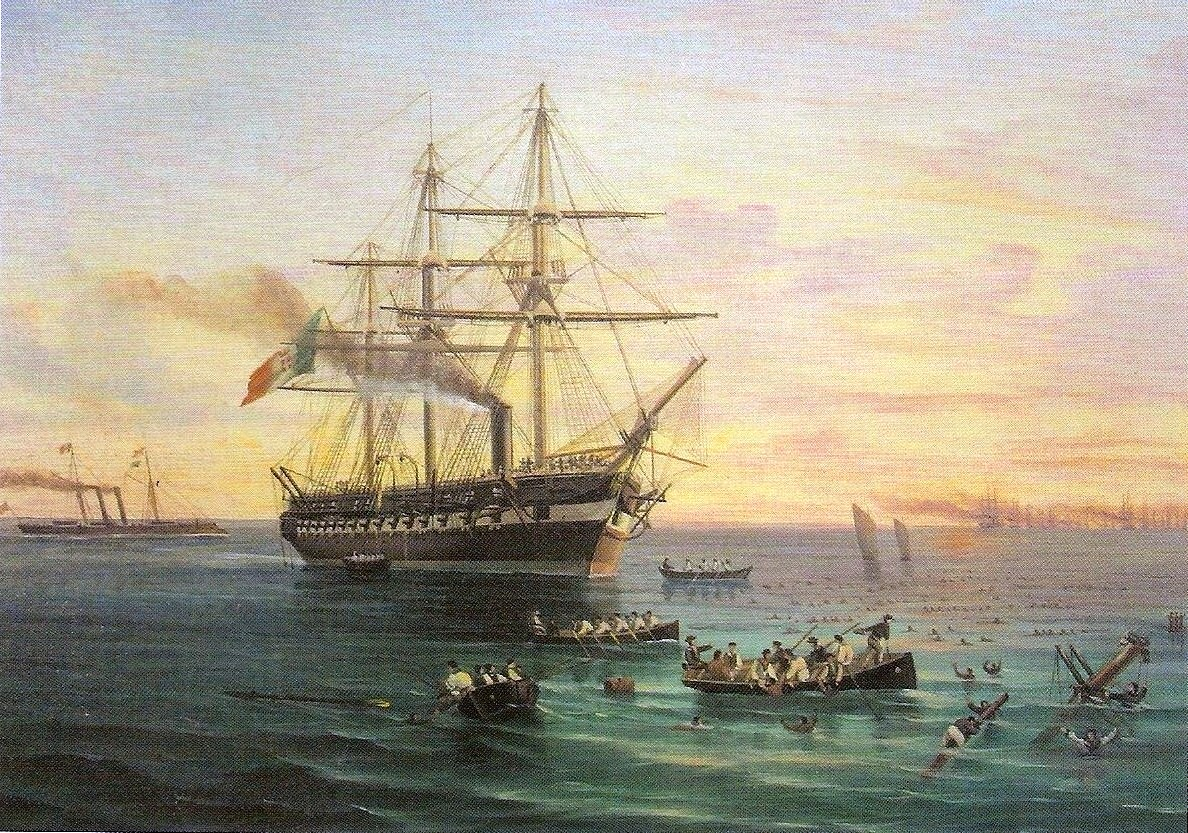
La Principe Umberto soccorre i naufraghi della Re d’Italia a Lissa, in un dipinto del pittore Tommaso De Simone. In secondo piano è visibile l’ariete corazzato Affondatore.

 Nei piani di battaglia del comandante l'armata, ammiraglio Carlo Pellion di Persano, la II Squadra avrebbe dovuto seguire e supportare il gruppo delle corazzate, composto dalle squadre I e III con, in quel momento, dieci unità, ma Albini, che aveva rancori nei confronti di Persano, procedette così lentamente da restare molto distanziato, quindi non partecipò minimamente alla battaglia, lasciando le dieci corazzate di Persano a battersi da sole contro l'intera flotta austroungarica (26 unità). Su iniziativa dei loro comandanti, la Principe Umberto e la Governolo lasciarono il loro posto nella II Squadra per accorrere in aiuto delle corazzate: la Principe Umberto, giunta a circa 800 metri di distanza dalle navi avversarie, aprì il fuoco, ma venne attaccata dalle pirocorvette corazzate austroungariche Prinz Eugen e Salamander, rischiando di avere la peggio: le due corazzate nemiche cercarono di manovrare per isolare la pirofregata, che riportò danni alle alberature e venne salvata dall'intervento della pirofregata corazzata Regina Maria Pia. Anche la Governolo venne assalita da Prinz Eugen e Salamander e salvata dalla Regina Maria Pia; fallito così il tentativo di accorrere in aiuto delle navi di Persano, le due pirofregate vennero quindi richiamate dall'ammiraglio Albini, che evidenziò l'ordine con una cannonata.
Durante la manovra di ricongiungimento con la II Squadra, la Principe Umberto capitò nel punto in cui era affondata la pirofregata corazzata Re d’Italia, procedendo al recupero di 116 dei 167 sopravvissuti all'affondamento (per altre fonti la pirofregata raggiunge e soccorse i naufraghi dopo la conclusione della battaglia). Per questa opera, nonché per il comportamento tenuto in battaglia, il comandante Acton ricevette la Medaglia d'argento al valor militare.
Mentre la flotta austroungarica si allontanava a scontro ormai concluso, l'ariete Affondatore, con a bordo Persano, diresse verso la flotta austroungarica ed ordinò di attaccare (12.10: «La squadra dia caccia con libertà di manovra»), sottolineando poi che «ogni bastimento che non combatte non è al suo posto»: la Principe Umberto, insieme alla pirofregata corazzata Re di Portogallo (che rientrò però nei ranghi quando il comandante Augusto Riboty, vedendo che era l'unico ad eseguire tale manovra, ritenne di essere in errore), fu l'unica nave a seguire l’Affondatore, che dovette così rinunciare al contrattacco. La flotta italiana rimase ad incrociare sul posto sino a sera, quando Persano ordinò infine di rientrare ad Ancona: la battaglia era finita.
Successivamente a Lissa l'armata venne sciolta, e tutte le navi in legno furono fatte rientrare a Taranto, dove la Principe Umberto fu sottoposta ad un turno di lavori di riparazione dei danni.
Nel settembre 1866 la pirofregata venne mandata a Palermo e vi sbarcò le proprie compagnie da sbarco, che parteciparono alla repressione dell'insurrezione della città.

### Le campagne d'istruzione, l'attività in Mediterraneo e gli ultimi anni

La pirofregata fotografata a Napoli nel 1870.

Disarmata per qualche mese, la nave venne rimessa in servizio il 19 gennaio 1867, per una campagna d'istruzione dei guardiamarina che effettuò al comando del capitano di vascello Alberto Faussone di Clavesana. Successivamente, durante lo stesso anno, l'unità venne inviata a Caprera, in crociera di sorveglianza intorno all'isola, per impedire un'eventuale partenza di Giuseppe Garibaldi, intenzionato a liberare Roma.
Nel 1868 la Principe Umberto compì un'altra campagna d'istruzione per guardiamarina, mentre nel 1869, al comando del capitano di vascello Enrico De Viry, venne assegnata alla Squadra del Mediterraneo (comandata dal viceammiraglio Amedeo di Savoia), con la quale fu in Grecia, Siria, Egitto e Turchia.

La Principe Umberto a Genova, intorno al 1870.

 Nel 1870 la pirofregata fu in riserva e disponibilità per tutto l'anno. Tornata in servizio nel febbraio 1871, l'unità si recò in Spagna e Portogallo rispettivamente nel marzo e nell'agosto dello stesso anno.
Nel marzo-aprile 1872 la nave compì una crociera in acque orientali con a bordo il principe Federico Carlo di Prussia, quindi, tornata in Italia, prese parte alle grandi manovre di ottobre.
Posta in disarmo a La Spezia il 1º aprile 1873, l'ormai superata Principe Umberto non tornò mai più in servizio, venendo radiata con Regio Decreto del 31 marzo 1875, per poi essere avviata alla demolizione.
Al comando della pirofregata si erano succeduti, nel tempo, alcuni dei principali personaggi di spicco della Regia Marina, quali Guglielmo Acton, Simone Antonio Pacoret de Saint Bon, Alfredo Faussone di Clavesana, Eugenio Ilario De Viry ed Amedeo di Savoia. È da menzionare anche l'imbarco, nel 1866, dello scrittore navale (ed ufficiale di Marina) Augusto Vittorio Vecchi, noto con lo pseudonimo di «Jack la Bolina».